# Astylosternus batesi
Astylosternus batesi es una especie de anfibios de la familia Arthroleptidae.
Habita en Camerún, República Centroafricana, República del Congo, República Democrática del Congo, Guinea Ecuatorial y Gabón.
Su hábitat natural incluye bosques tropicales o subtropicales secos y a baja altitud, ríos y zonas previamente boscosas muy degradadas.
Está amenazada de extinción por la pérdida de su hábitat natural.